# Günther Mettke
Günther Mettke (* 16. Oktober 1918 in Gleiwitz; † unbekannt) war ein deutscher Fußballspieler.

## Karriere

### Vereine
Mettke gehörte Vorwärts-Rasensport Gleiwitz an und bestritt Punktspiele als Torhüter von 1935 bis 1939 in der Gauliga Schlesien, in einer von 16 Gauligen in der Zeit des Nationalsozialismus als einheitliche höchste Spielklasse im Deutschen Reich. Am Ende seiner Premierensaison gewann er mit seiner Mannschaft seine erste regionale Meisterschaft, die er 1938 und 1939 erneut erringen konnte. Die Saison 1939/40 bestritt er in der Gruppe Oberschlesien, eine der in zwei Gruppen aufgeteilten Gauliga Schlesien, neben der Gruppe Mittel- und Niederschlesien. Das Gaumeisterschaftsfinale gegen den Breslauer FV 06 wurde nach Hin- und Rückspiel mit 14:3 gewonnen. Seine letzte Saison, 1940/41, spielte er erneut in der leistungsdichteren und nicht in Gruppen unterteilten Gauliga Schlesien.
Als fünfmaliger Gaumeister Schlesien und den damit verbundenen Teilnahmen an den Endrundenspielen um die Deutsche Meisterschaft bestritt er insgesamt 19 Spiele, wobei er bei seiner ersten Teilnahme 1936 in allen Spielen, einschließlich des Spiels um Platz 3, das am 20. Juni 1936 im Berliner Poststadion mit 1:8 gegen den FC Schalke 04 verloren wurde, eingesetzt wurde. Sein Debüt gab er am 19. April 1936 im zweiten Spiel der Gruppe B, das im heimischen Jahnstadion mit 5:2 gegen Werder Bremen gewonnen wurde.
Im 1935 eingeführten Wettbewerb um den Tschammerpokal, den Pokalwettbewerb für Vereinsmannschaften, kam er 1936 und von 1938 bis 1940 neunmal zum Einsatz, wobei er am 23. August 1936 bei der 0:3-Niederlage gegen VfB Leipzig im Wiederholungsspiel der 2. Schlussrunde debütierte.
Nach dem Ende des Zweiten Weltkriegs spielte er für den Wolfenbütteler SV in der Saison 1946/47 zunächst in der Oberliga Niedersachsen Süd, danach eine Saison lang in der Verbandsliga Braunschweig. Von 1948 bis 1949 spielte er dann für Eintracht Braunschweig in der seit der Saison 1947/48 erstmals ausgetragenen Oberliga Nord, neben der Stadtliga Berlin und den Oberligen West, Südwest und Süd, eine von fünf höchsten deutschen Spielklassen. Ab 1949/50 war er beim VfL Wolfsburg in der Amateuroberliga Niedersachsen, aus dessen Gruppe Ost er sich 1951 mit seiner Mannschaft als Sieger durchsetzte – nach dem das Entscheidungsspiel um Platz eins am 6. Mai 1951 gegen den punktgleichen VfR Osterode 08 mit 2:1 gewonnen wurde. In der sich anschließenden Aufstiegsrunde zur Oberliga Nord belegte seine Mannschaft den dritten Platz hinter den beiden Aufsteigern SC Victoria Hamburg und Lüneburger SK.

### Auswahlmannschaft
Als Spieler der Gauauswahlmannschaft Schlesien nahm er 1938/39 am Gauauswahlwettbewerb um den Reichsbundpokal teil. Nach Siegen über die Gauauswahlmannschaften Nordmark, Ostmark, Württemberg erreichte er das Finale, das am 5. März 1939 in Dresden mit 2:1 gegen die Gauauswahlmannschaft Bayern gewonnen wurde. Mit Wilhelm Koppa, Richard Kubus, Robert Pischzek, Ernst Plener, Reinhard Schaletzki und Alfred Wydra spielten sechs weitere Spieler aus seinem Verein im Finale.

## Erfolge
- Vierter der Deutschen Meisterschaft 1936
- Gaumeister Schlesien 1936, 1938, 1939, 1940, 1941
- Reichsbundpokal-Sieger 1939 (mit der Gau-Auswahl Schlesiens)